# Physocleora fulgurata
Physocleora fulgurata là một loài bướm đêm trong họ Geometridae.